# Romano (cardinal, 1190)
 (février 2024).
Si vous disposez d'ouvrages ou d'articles de référence ou si vous connaissez des sites web de qualité traitant du thème abordé ici, merci de compléter l'article en donnant les références utiles à sa vérifiabilité et en les liant à la section « Notes et références ».
Romano, aussi appelé Roberto (né probablement à Rome et mort peu après octobre 1194) est un cardinal italien  du XIIe siècle.  

## Biographie
Romano est primicerio de la Sainte-Église.
Le pape Clément III le crée cardinal lors du consistoire en septembre 1190. Il  participe à l'élection du pape Célestin III en 1191.